# Diaphus subtilis
Diaphus subtilis är en fiskart som beskrevs av Nafpaktitis, 1968. Diaphus subtilis ingår i släktet Diaphus och familjen prickfiskar. Inga underarter finns listade i Catalogue of Life.